# وانغ شياو دونغ
وانغ  شياو دونغ ( مواطن صيني من مواليد عام 1960)، وهو رجل سياسي صيني ونائب أمين لجنة الحزب الحالي وهو حاكم مقاطعة هوبي بالصين، وهو من أصل مقاطعة جيانغشي والذي أمضى حياته المهنية المبكرة في إقليمه وفي قويتشو. وقد تم نقلعه إلى هوبى في عام 2011.
سيرة شخصية
ولد وانغ في محافظة شين فنغ بإقليم جيانغشى، وقد أنضم وانغ إلى الحزب الشيوعي الصيني في يناير لعام 1983ومن ثُم تخرج من جامعة جيانغشي بدرجة من الفلسفة الماركسية، وقد بدأ حياته المهنية في العمل الريفي بمقاطعة جيناكسي ومن ثُم عمل كموظف للحزب في المكتب العام للجنة حزب الجيناكسي وتفرع للعمل بالحزب بمجالاته التعليمية والإجتماعية ومكاتبها للأبحاث السياسية، وقد إستلم إدارة المكتب العام لحزب قويتشو وفي شهر ديسمبر لعام 2000 أصبح عضوًا في اللجنة الدائمة لحزب قويتشو بينما كان سكرتير الحزب في منطقة قوييانغ، وفي مايو 2007 أصبح نائب الحاكم التنفيذي في قويتشو.
في ديسمبر لعام 2011، أصبح دونغ عضوًا في اللجنة الدائمة لحزب هوبي ومن ثم عُين نائبًا حاكمًا لهوبي، وفي أبريل لعام 2016 تم تعينه نائبًا لسكرتير الحزب في هوبي بعد إن خدم لأكثر من ستة عشر عامًا في منصب نائب الوزير على مستوى عالي، وفي ديسمبر لعام 2016 تم ترقية وانغ إلى منصب حاكم بالإنابة في هوبي.
وقد شارك وانغ في الاستجابة لتفشي فيروس كورونا بصفته نائبًا للوزير والحاكم لإقليم هوبي لعام 2019-2020.